# Kruckow
Kruckow (pol. hist. Kruków) – gmina w Niemczech,  w kraju związkowym Meklemburgia-Pomorze Przednie, w powiecie Vorpommern-Greifswald, wchodząca w skład Związku Gmin Jarmen-Tutow.
Dzielnice: 
- Borgwall
- Heydenhof
- Kartlow
- Kruckow
- Marienfelde
- Schmarsow
- Tutow-Dorf
- Unnode